# Kościerzyn Mały
Kościerzyn Mały (prononcé en polonais : [kɔɕˈt͡ɕeʐɨn ˈmawɨ]) est un  village polonais de la gmina de Łobżenica dans la powiat de Piła de la voïvodie de Grande-Pologne dans le centre-ouest de la Pologne.
Il se situe à environ 4 kilomètres au sud de Łobżenica (siège de la gmina), 37 kilomètres à l'est de Piła (siège du powiat), et à 96 kilomètres au nord de Poznań (capitale de la Grande-Pologne).

## Histoire
De 1975 à 1998, le village faisait partie du territoire de la voïvodie de Piła.

Depuis 1999, Kościerzyn Mały est situé dans la voïvodie de Grande-Pologne.
Le village possède une population de 307 habitants en 2012.